# Docosia gilvipes
Docosia gilvipes (лат.) — вид грибных комаров рода Docosia из подсемейства Leiinae. Европа и Северная Америка.

## Описание
Мелкие грибные комары (длина крыльев 2,5—3 мм). Имеет чёрное тело, покрытое беловатыми или желтоватыми волосками, за исключением коричневых волосков на скутеллуме. Затылок имеет три глазка, пальпы жёлтые, а усики черновато-коричневые и довольно толстые. Прозрачные крылья без пятен, мелко опушены и имеют коричневато-перламутровые костальные, субкостальные и кубито-радиальные жилки, остальные тонкие и почти бесцветные. Его шпоры ярко-жёлтого цвета. Ноги короткие и толстые, с жёлтыми бёдрами и коричневыми голенями и лапками.
Отличается от близких видов следующими признаками: тергит 9 субпрямоугольный, гоностиль с пучком тонких субапикальных волосков; жилка Sc покрыта волосками и заканчивается свободно; латеротергит опушенный.
Личинки Docosia gilvipes были выращены на очень широком спектре грибов в Европе (включая агарики, боровики, Peziza и Scleroderma).